# Smilovice (Rakovník)
Smilovice é uma comuna checa localizada na região da Boêmia Central, distrito de Rakovník.